# 24. september
24. september er dag 267 i året i den gregorianske kalender (dag 268 i skudår). Der er 98 dage tilbage af året.
Dagens navn er Tecla (eller Tekla). Tekla var en smuk kvinde, som konverterede til kristendommen efter at have hørt Paulus prædike i Tyrkiet. Hun forlod sin mand for at følge Paulus, blev udsat for forfølgelser og endte sine dage som asketisk eneboer i en hule, hvor hun døde i en høj alder omkring år 100.

### Begivenheder
Født - Dødsfald
- 622 - Muhammed afslutter sin hidjra fra Mekka til Medina.
- 768 - Efter Pipin den lilles død deles Frankerriget mellem sønnerne Karloman og Karl (senere Karl den Store). Karl overtager ved Karlomans død i 771 magten over det samlede rige.
- 787 - Det andet koncil i Nikæa indledes i kirken Hagia Sophia og beslutter bl.a. at ophæve det forudgående koncils forbud mod ikoner.
- 1483 - Ved en defenestration i Prag kastes katolske rådmænd ud af vinduerne på byens rådhuse.
- 1656 - Under ledelse af Robert Blake kaprer britiske skibe en spansk guldflåde lastet med sydamerikansk guld ved Cadiz.
- 1664 - Nederlandene overgiver New Amsterdam til England. New Amsterdam bliver senere til New York City.
- 1688 - Ludvig 14. af Frankrig erklærer det tysk-romerske rige krig, den såkaldte Pfalziske Arvefølgekrig.
- 1862 - Otto von Bismarck udnævnes til ministerpræsident i Preussen af Kong Wilhelm 1. af Preussen.
- 1924 - Danmarks første krydsogtværs bliver trykt i Berlingske Tidende.
- 1948 - Honda Motor Company grundlægges i Japan.

- 1957 - Præsident Eisenhower indsætter føderale faldskærmstropper i Little Rock i Arkansas for at sikre, at sorte studerende kan få adgang til uddannelsesinstitutioner tidligere forbeholdt hvide studerende.
- 1960 - Verdens første atomdrevne hangarskib USS Enterprise søsættes fra Newport i USA.
- 1973 - Guinea-Bissau i Vestafrika bliver selvstændig fra Portugal.
- 1976 - Rhodesia accepterer amerikansk og engelsk plan for flertalsstyre.
- 1993 - Monarkiet i Cambodja genindføres ved Norodom Sihanouks indsættelse som konge.
- 1996 - Repræsentanter for 71 nationer underskriver FN's traktat om fuldstændigt stop for atomprøvesprængninger.
- 2005 - Den atlantiske orkan Rita rammer USA's kyst i Texas og Louisiana.
- 2006 - Der udbryder voldsomme uroligheder på Nørrebro, hvor 268 unge anholdes efter en demonstration til fordel for Ungdomshuset.
- 2015 - Mindst 1.100 mennesker omkommer og knap 1.000 mennesker bliver kvæstet, da der udbryder panik blandt flere tusinde muslimske pilgrimme under Hajj i byen Minā.

### Født
- 1717 - Horace Walpole, britisk forfatter - (død 1797).
- 1725 - Arthur Guinness, irsk brygmester (død 1803).
- 1821 - Cyprian Kamil Norwid, polsk romantisk digter (død 1883).
- 1887 - Svend Dahl, dansk rigsbibliotekar (død 1963).
- 1896 - F. Scott Fitzgerald, amerikansk forfatter (Den store Gatsby) (død 1940).
- 1909 - Ove Hansen, dansk politiker og minister (død 1997).
- 1911 - Konstantin Tjernenko, sovjetisk politiker og generalsekretær (død 1985).
- 1919 - Dayton Allen, amerikansk skuespiller (død 2004).
- 1919   - Jack Costanzo, amerikansk trommeslager og komponist.
- 1936 - Jim Henson, amerikansk dukkefører og tv-producent (The Muppet Show) (død 1990).
- 1941 - Linda McCartney, amerikansk fotograf og musiker (død 1998).
- 1944 - Sven-Ole Thorsen, dansk skuespiller og stuntman.
- 1945 - John Rutter, britisk komponist og dirigent.
- 1946 - Lars Emil Johansen, grønlandsk politiker fra Siumut.
- 1946   - Tove Fergo, dansk politiker fra Venstre, tidligere minister (død 2015).
- 1951 - Pedro Almodóvar, spansk filminstruktør.
- 1958 - Benedikte Hansen, dansk skuespillerinde.
- 1961 - Fiona Corke, australsk skuespillerinde.
- 1962 - Nia Vardalos, canadisk-amerikansk skuespillerinde.
- 1965 - Master Fatman (Morten Lindberg), multikunstner med mange talenter (død 2019).
- 1972 - Pierre Amine Gemayel, libanesisk industriminister (død 2006) - myrdet.
- 1992 - Johan Duus, dansk freestyle-skiløber.

### Dødsfald
- 768 - Frankerkongen Pippin den yngre (født ca. 714).
- 1143 - Pave Innocens 2. (ukendt fødeår).
- 1541 - Paracelsus, schweizisk læge, filosof og mystiker (født 1493).
- 1890 - Jørgen Valentin Sonne, dansk maler (født 1801).
- 1904 - Niels Finsen, færøsk-dansk læge, modtager af Nobelprisen i medicin (født 1860).
- 1945 - Hans Geiger, tysk fysiker (født 1882).
- 1955 - Ib Schønberg, dansk skuespiller og teaterdirektør (født 1902).
- 2004 - Françoise Sagan, fransk forfatter (født 1935).
- 2013 - Poul Nødgaard, dansk politiker (født 1936).

|  | Denne datoartikel kan blive bedre, hvis der indsættes et (bedre) billede Du kan hjælpe ved at afsøge Wikimedia Commons for et passende billede eller uploade et godt billede til Wikimedia Commons iht. de tilladte licenser og indsætte det i artiklen. |